# Misumena innotata
Misumena innotata är en spindelart som beskrevs av Tord Tamerlan Teodor Thorell 1881. Misumena innotata ingår i släktet Misumena och familjen krabbspindlar. Inga underarter finns listade i Catalogue of Life.